# 2024-es Formula–1 São Pauló-i nagydíj
A São Paulo-i nagydíj a 2024-es Formula–1 világbajnokság huszonegyedik futama volt, amelyet 2024. november 1. és november 3. között rendeztek meg az Autódromo José Carlos Pace versenypályán, São Paulóban.

## Választható keverékek
| Abroncs              | Friss | Használt |
| -------------------- | ----- | -------- |
| Kemény keverék (C3)  |       |          |
| Közepes keverék (C4) |       |          |
| Lágy keverék (C5)    |       |          |
| Átmeneti esőgumi (I) |       |          |
| Teljes esőgumi (W)   |       |          |

## Szabadedzés
A Sao pauloi nagydíj egyetlen szabadedzését november 1-jén, péntek délután tartották, magyar idő szerint 15:30-tól.
| helyezés | versenyző        | csapat/motor                 | elért idő | különbség | futott kör |
| -------- | ---------------- | ---------------------------- | --------- | --------- | ---------- |
| 1        | Lando Norris     | McLaren-Mercedes             | 1:10,610  |           | 29         |
| 2        | George Russell   | Mercedes                     | 1:10,791  | +0,181    | 23         |
| 3        | Oliver Bearman   | Haas-Ferrari                 | 1:10,805  | +0,195    | 30         |
| 4        | Oscar Piastri    | McLaren-Mercedes             | 1:10,950  | +0,340    | 30         |
| 5        | Alexander Albon  | Williams-Mercedes            | 1:10,955  | +0,345    | 27         |
| 6        | Charles Leclerc  | Ferrari                      | 1:11,038  | +0,428    | 30         |
| 7        | Carlos Sainz Jr. | Ferrari                      | 1:11,100  | +0,490    | 30         |
| 8        | Nico Hülkenberg  | Haas-Ferrari                 | 1:11,124  | +0,514    | 25         |
| 9        | Fernando Alonso  | Aston Martin Aramco-Mercedes | 1:11,215  | +0,605    | 25         |
| 10       | Pierre Gasly     | Alpine-Renault               | 1:11,216  | +0,606    | 27         |
| 11       | Liam Lawson      | RB-Honda RBPT                | 1:11,301  | +0,691    | 26         |
| 12       | Cunoda Júki      | RB-Honda RBPT                | 1:11,483  | +0,873    | 24         |
| 13       | Franco Colapinto | Williams-Mercedes            | 1:11,619  | +1,009    | 30         |
| 14       | Valtteri Bottas  | Kick Sauber-Ferrari          | 1:11,651  | +1,041    | 28         |
| 15       | Max Verstappen   | Red Bull Racing-Honda RBPT   | 1:11,712  | +1,102    | 30         |
| 16       | Lewis Hamilton   | Mercedes                     | 1:11,754  | +1,144    | 29         |
| 17       | Lance Stroll     | Aston Martin Aramco-Mercedes | 1:11,783  | +1,173    | 26         |
| 18       | Esteban Ocon     | Alpine-Renault               | 1:11,827  | +1,217    | 26         |
| 19       | Sergio Pérez     | Red Bull Racing-Honda RBPT   | 1:11,845  | +1,235    | 27         |
| 20       | Csou Kuan-jü     | Kick Sauber-Ferrari          | 1:12,883  | +2,273    | 26         |

## Sprintidőmérő
| helyezés | rajtszám | versenyző        | csapat/motor                 | 1. rész  | 2. rész  | 3. rész    | rajthely | futott kör |
| -------- | -------- | ---------------- | ---------------------------- | -------- | -------- | ---------- | -------- | ---------- |
| 1        | 81       | Oscar Piastri    | McLaren-Mercedes             | 1:10,265 | 1:09,239 | 1:08,899   | 1        | 16         |
| 2        | 4        | Lando Norris     | McLaren-Mercedes             | 1:09,477 | 1:09,063 | 1:08,928   | 2        | 14         |
| 3        | 16       | Charles Leclerc  | Ferrari                      | 1:10,388 | 1:09,248 | 1:09,153   | 3        | 18         |
| 4        | 1        | Max Verstappen   | Red Bull Racing-Honda RBPT   | 1:10,409 | 1:09,489 | 1:09,219   | 4        | 12         |
| 5        | 55       | Carlos Sainz Jr. | Ferrari                      | 1:10,503 | 1:09,500 | 1:09,257   | 5        | 15         |
| 6        | 63       | George Russell   | Mercedes                     | 1:10,479 | 1:09,683 | 1:09,443   | 6        | 15         |
| 7        | 10       | Pierre Gasly     | Alpine-Renault               | 1:10,630 | 1:09,610 | 1:09,622   | 7        | 15         |
| 8        | 30       | Liam Lawson      | RB-Honda RBPT                | 1:10,576 | 1:09,827 | 1:09,941   | 8        | 11         |
| 9        | 23       | Alexander Albon  | Williams-Mercedes            | 1:10,366 | 1:09,844 | 1:10,078   | 9        | 12         |
| 10       | 50       | Oliver Bearman   | Haas-Ferrari                 | 1:10,442 | 1:09,629 | idő nélkül | 10       | 12         |
| 11       | 44       | Lewis Hamilton   | Mercedes                     | 1:10,625 | 1:09,941 |            | 11       | 13         |
| 12       | 27       | Nico Hülkenberg  | Haas-Ferrari                 | 1:10,466 | 1:09,964 |            | 12       | 8          |
| 13       | 11       | Sergio Pérez     | Red Bull Racing-Honda RBPT   | 1:10,392 | 1:10,024 |            | 13       | 10         |
| 14       | 43       | Franco Colapinto | Williams-Mercedes            | 1:10,470 | 1:10,275 |            | 14       | 9          |
| 15       | 77       | Valtteri Bottas  | Kick Sauber-Ferrari          | 1:10,861 | 1:10,595 |            | 15       | 12         |
| 16       | 14       | Fernando Alonso  | Aston Martin Aramco-Mercedes | 1:10,978 |          |            | boxutca  | 6          |
| 17       | 31       | Esteban Ocon     | Alpine-Renault               | 1:11,052 |          |            | 16       | 6          |
| 18       | 22       | Cunoda Júki      | RB-Honda RBPT                | 1:11,121 |          |            | 17       | 6          |
| 19       | 18       | Lance Stroll     | Aston Martin Aramco-Mercedes | 1:11,280 |          |            | boxutca  | 6          |
| 20       | 24       | Csou Kuan-jü     | Kick Sauber-Ferrari          | 1:12,978 |          |            | boxutca  | 5          |

## Sprintfutam
| helyezés | rajtszám | versenyző        | csapat/motor                 | futott kör | idő/kiesés oka | rajthely | pont |
| -------- | -------- | ---------------- | ---------------------------- | ---------- | -------------- | -------- | ---- |
| 1        | 4        | Lando Norris     | McLaren-Mercedes             | 24         | 29:46,045      | 2        | 8    |
| 2        | 81       | Oscar Piastri    | McLaren-Mercedes             | 24         | +0,593         | 1        | 7    |
| 3        | 16       | Charles Leclerc  | Ferrari                      | 24         | +5,656         | 3        | 6    |
| 4        | 1        | Max Verstappen   | Red Bull Racing-Honda RBPT   | 24         | +6,497         | 4        | 5    |
| 5        | 55       | Carlos Sainz Jr. | Ferrari                      | 24         | +7,224         | 5        | 4    |
| 6        | 63       | George Russell   | Mercedes                     | 24         | +12,475        | 6        | 3    |
| 7        | 10       | Pierre Gasly     | Alpine-Renault               | 24         | +18,161        | 7        | 2    |
| 8        | 11       | Sergio Pérez     | Red Bull Racing-Honda RBPT   | 24         | +18,717        | 13       | 1    |
| 9        | 30       | Liam Lawson      | RB-Honda RBPT                | 24         | +20,773        | 8        |      |
| 10       | 23       | Alexander Albon  | Williams-Mercedes            | 24         | +24,606        | 9        |      |
| 11       | 44       | Lewis Hamilton   | Mercedes                     | 24         | +29,764        | 11       |      |
| 12       | 43       | Franco Colapinto | Williams-Mercedes            | 24         | +33,233        | 14       |      |
| 13       | 31       | Esteban Ocon     | Alpine-Renault               | 24         | +34,128        | 16       |      |
| 14       | 50       | Oliver Bearman   | Haas-Ferrari                 | 24         | +35,507        | 10       |      |
| 15       | 22       | Cunoda Júki      | RB-Honda RBPT                | 24         | +41,374        | 17       |      |
| 16       | 77       | Valtteri Bottas  | Sauber-Ferrari               | 24         | +43,231        | 15       |      |
| 17       | 24       | Csou Kuan-jü     | Sauber-Ferrari               | 24         | +54,139        | boxutca  |      |
| 18       | 14       | Fernando Alonso  | Aston Martin Aramco-Mercedes | 24         | +56,537        | boxutca  |      |
| 19       | 18       | Lance Stroll     | Aston Martin Aramco-Mercedes | 24         | +57,983        | boxutca  |      |
| Ki       | 27       | Nico Hülkenberg  | Haas-Ferrari                 | 19         | sebességváltó  | 12       |      |

## Időmérő edzés
| helyezés | rajtszám | versenyző        | csapat/motor                 | 1. rész  | 2. rész  | 3. rész    | rajthely | futott kör |
| -------- | -------- | ---------------- | ---------------------------- | -------- | -------- | ---------- | -------- | ---------- |
| 1        | 4        | Lando Norris     | McLaren-Mercedes             | 1:30,944 | 1:24,844 | 1:23,405   | 1        | 33         |
| 2        | 63       | George Russell   | Mercedes                     | 1:29,121 | 1:26,307 | 1:23,578   | 2        | 29         |
| 3        | 22       | Cunoda Júki      | RB-Honda RBPT                | 1:29,172 | 1:26,464 | 1:24,111   | 3        | 30         |
| 4        | 31       | Esteban Ocon     | Alpine-Renault               | 1:29,171 | 1:26,206 | 1:24,475   | 4        | 31         |
| 5        | 30       | Liam Lawson      | RB-Honda RBPT                | 1:30,758 | 1:25,654 | 1:24,484   | 5        | 30         |
| 6        | 16       | Charles Leclerc  | Ferrari                      | 1:29,839 | 1:26,097 | 1:24,525   | 6        | 29         |
| 7        | 23       | Alexander Albon  | Williams-Mercedes            | 1:29,072 | 1:25,889 | 1:24,657   | 7        | 28         |
| 8        | 81       | Oscar Piastri    | McLaren-Mercedes             | 1:30,114 | 1:25,179 | 1:24,686   | 8        | 28         |
| 9        | 14       | Fernando Alonso  | Aston Martin Aramco-Mercedes | 1:30,207 | 1:25,035 | 1:28,998   | 9        | 21         |
| 10       | 18       | Lance Stroll     | Aston Martin Aramco-Mercedes | 1:30,580 | 1:26,334 | idő nélkül | 10       | 19         |
| 11       | 77       | Valtteri Bottas  | Kick Sauber-Ferrari          | 1:30,633 | 1:26,472 |            | 11       | 21         |
| 12       | 1        | Max Verstappen   | Red Bull Racing-Honda RBPT   | 1:28,522 | 1:27,771 |            | 17       | 19         |
| 13       | 11       | Sergio Pérez     | Red Bull Racing-Honda RBPT   | 1:30,035 | 1:28,158 |            | 12       | 18         |
| 14       | 55       | Carlos Sainz Jr. | Ferrari                      | 1:30,303 | 1:29,406 |            | boxutca  | 17         |
| 15       | 10       | Pierre Gasly     | Alpine-Renault               | 1:29,420 | 1:29,614 |            | 13       | 21         |
| 16       | 44       | Lewis Hamilton   | Mercedes                     | 1:31,150 |          |            | 14       | 11         |
| 17       | 50       | Oliver Bearman   | Haas-Ferrari                 | 1:31,229 |          |            | 15       | 11         |
| 18       | 43       | Franco Colapinto | Williams-Mercedes            | 1:31,270 |          |            | 16       | 5          |
| 19       | 27       | Nico Hülkenberg  | Haas-Ferrari                 | 1:31,623 |          |            | 18       | 12         |
| 20       | 24       | Csou Kuan-jü     | Kick Sauber-Ferrari          | 1:32,263 |          |            | 19       | 12         |

## Futam
| helyezés | rajtszám | versenyző        | csapat/motor                 | futott kör | idő/kiesés oka        | rajthely | pont |
| -------- | -------- | ---------------- | ---------------------------- | ---------- | --------------------- | -------- | ---- |
| 1        | 1        | Max Verstappen   | Red Bull Racing-Honda RBPT   | 69         | 2:06:54,430           | 17       | 26   |
| 2        | 31       | Esteban Ocon     | Alpine-Renault               | 69         | +19,477               | 4        | 18   |
| 3        | 10       | Pierre Gasly     | Alpine-Renault               | 69         | +22,532               | 13       | 15   |
| 4        | 63       | George Russell   | Mercedes                     | 69         | +23,265               | 2        | 12   |
| 5        | 16       | Charles Leclerc  | Ferrari                      | 69         | +30,177               | 6        | 10   |
| 6        | 4        | Lando Norris     | McLaren-Mercedes             | 69         | +31,372               | 1        | 8    |
| 7        | 22       | Cunoda Júki      | RB-Honda RBPT                | 69         | +42,056               | 3        | 6    |
| 8        | 81       | Oscar Piastri    | McLaren-Mercedes             | 69         | +44,943               | 8        | 4    |
| 9        | 30       | Liam Lawson      | RB-Honda RBPT                | 69         | +50,452               | 5        | 2    |
| 10       | 44       | Lewis Hamilton   | Mercedes                     | 69         | +50,753               | 14       | 1    |
| 11       | 11       | Sergio Pérez     | Red Bull Racing-Honda RBPT   | 69         | +51,531               | 12       |      |
| 12       | 50       | Oliver Bearman   | Haas-Ferrari                 | 69         | +57,085               | 15       |      |
| 13       | 77       | Valtteri Bottas  | Sauber-Ferrari               | 69         | +1:03,588             | 11       |      |
| 14       | 14       | Fernando Alonso  | Aston Martin Aramco-Mercedes | 69         | +1:18,049             | 9        |      |
| 15       | 24       | Csou Kuan-jü     | Sauber-Ferrari               | 69         | +1:19,649             | 19       |      |
| Ki       | 55       | Carlos Sainz Jr. | Ferrari                      | 38         | baleset               | boxutca  |      |
| Ki       | 43       | Franco Colapinto | Williams-Mercedes            | 30         | baleset               | 16       |      |
| Ni       | 18       | Lance Stroll     | Aston Martin Aramco-Mercedes | 0          | baleset               | -        |      |
| Ni       | 23       | Alexander Albon  | Williams-Mercedes            | 0          | autó sérülés          | -        |      |
| Kiz      | 27       | Nico Hülkenberg  | Haas-Ferrari                 | 30         | külső segítségnyújtás | 18       |      |